# Danh sách loài của Attalea
Đây là danh sách loài thuộc chi Attalea, một chi thuộc họ Cau.
- Attalea allenii H.E.Moore[2]
- Attalea amygdalina Kunth[3]
- Attalea amylacea (Barb.Rodr.) Zona[4]
- Attalea anisitsiana (Barb.Rodr.) Zona[5]
- Attalea apoda Burret[6]
- Attalea attaleoides (Barb.Rodr.) Wess.Boer[7]
- Attalea barreirensis Glassman[8]
- Attalea bassleriana (Burret) Zona[9]
- Attalea brasiliensis Glassman[10]
- Attalea brejinhoensis (Glassman) Zona[11]
- Attalea burretiana Bondar[12]
- Attalea butyracea (Mutis ex L.f.) Wess.Boer[13]
- Attalea camopiensis (Glassman) Zona[14]
- Attalea cephalotus Poepp. ex Mart.[15]
- Attalea cohune Mart.[16]
- Attalea colenda (O.F.Cook) Balslev & A.J.Hend.[17]
- Attalea compta Mart.[18]
- Attalea crassispatha (Mart.) Burret[19]
- Attalea cuatrecasana (Dugand) A.J.Hend., Galeano & R.Bernal[20]
- Attalea dahlgreniana (Bondar) Wess.Boer[21]
- Attalea degranvillei (Glassman) Zona, Palms[22]
- Attalea dubia (Mart.) Burret[23]
- Attalea eichleri (Drude) A.J.Hend.[24]
- Attalea exigua Drude[25]
- Attalea fairchildensis (Glassman) Zona[26]
- Attalea funifera Mart.[27]
- Attalea geraensis Barb.Rodr.[28]
- Attalea guacuyule (Liebm. ex Mart.) Zona[29]
- Attalea guianensis (Glassman) Zona[30]
- Attalea hoehnei Burret,[31]
- Attalea huebneri (Burret) Zona[32]
- Attalea humilis Mart. ex Spreng.[33]
- Attalea iguadummat de Nevers[34]
- Attalea insignis (Mart.) Drude[35]
- Attalea kewensis (Hook.f.) Zona[36]
- Attalea lauromuelleriana (Barb.Rodr.) Zona[37]
- Attalea leandroana (Barb.Rodr.) Zona[38]
- Attalea luetzelburgii (Burret) Wess.Boer[39]

- Attalea macrocarpa (H.Karst.) Linden
- Attalea macrolepis (Burret) Wess.Boer
- Attalea magdalenica (Dugand) Zona
- Attalea maracaibensis Mart.
- Attalea maripa (Aubl.) Mart.
- Attalea maripensis (Glassman) Zona
- Attalea microcarpa Mart.
- Attalea moorei (Glassman) Zona
- Attalea nucifera H.Karst.
- Attalea oleifera Barb.Rodr.
- Attalea osmantha (Barb.Rodr.) Wess.Boer
- Attalea pacensis M.Moraes & Pintaud
- Attalea peruviana Zona
- Attalea phalerata Mart. ex Spreng.
- Attalea pindobassu Bondar
- Attalea plowmanii (Glassman) Zona
- Attalea princeps Mart.
- Attalea racemosa Spruce
- Attalea rhynchocarpa Burret
- Attalea rostrata Oerst.
- Attalea salazarii (Glassman) Zona
- Attalea salvadorensis Glassman
- Attalea seabrensis Glassman
- Attalea septuagenata Dugand
- Attalea speciosa Mart.
- Attalea spectabilis Mart.
- Attalea tessmannii Burret
- Attalea vitrivir Zona
- Attalea weberbaueri (Burret) Zona
- Attalea wesselsboeri (Glassman) Zona